# Copidaster
Genre
Copidaster est un genre d'étoiles de mer de la famille des Ophidiasteridae.

## Liste des espèces
Selon World Register of Marine Species (10 décembre 2014) :
- Copidaster cavernicola Solis-Marin & Laguarda-Figueras, 2010 -- Caraïbes
- Copidaster japonicus Kogure & Kohtsuka, 2014 -- Japon
- Copidaster lymani A.H. Clark, 1948 -- Caraïbes
- Copidaster schismochilus (H.L. Clark, 1922) -- Bermudes